# Werner Rosenberg (Politiker)
Werner Rosenberg (* 13. Dezember 1914 in Berlin; † nach 1974) war ein deutscher Kommunalpolitiker und ehrenamtlicher Landrat (SPD).

## Leben und Beruf
Nach dem Schulbesuch absolvierte er eine Ausbildung für den gehobenen Dienst beim Reichsarbeitsdienst. Von 1939 bis 1945 war Rosenberg bei der Wehrmacht. Nach einer Tätigkeit als Landarbeiter war er Gewerkschaftssekretär bei der Gewerkschaft Gartenbau, Land- und Forstwirtschaft in Hann. Münden. Er war dann bei verschiedenen Arbeitgebern als kaufmännischer Angestellter und zuletzt bei einem Krankenhaus als Geschäftsführer beschäftigt. Er war verheiratet und hatte ein Kind.
Dem Kreistag des Kreises Moers gehörte er vom 15. Oktober 1964 bis zur Gebietsreform am 31. Dezember 1974 an, dem Rat der Stadt Rheinhausen von 1952 bis 1974.
Von 1964 bis 1969 war er Mitglied der Landschaftsversammlung des Landschaftsverbandes Westfalen-Lippe.
Vom 13. Februar 1969 bis zur Eingliederung des Kreises Moers in den Kreis Wesel am 31. Dezember 1974 war Rosenberg Landrat des Kreises. Ferner war er in verschiedenen Gremien des Landkreistages NRW tätig.

## Sonstiges
Am 17. Oktober 1973 wurde Rosenberg das Bundesverdienstkreuz I. Klasse verliehen. Am 16. Oktober 1964 erhielt er den Ehrenring der Stadt Rheinhausen.